# Hebridochernes maximus
Hebridochernes maximus es una especie de arácnido del orden Pseudoscorpionida de la familia Chernetidae.

## Distribución geográfica
Se encuentra en Nueva Caledonia.